# 容扎克
容扎克（法語：Jonzac，法語發音：[ʒɔ̃zak] ⓘ），法国西南部城市，新阿基坦大区滨海夏朗德省的一个市镇，同时也是该省的一个副省会，下辖容扎克区，其市镇面积为13.09平方公里，2022年1月1日时人口数量为3,576人，在法国城市中排名第3,191位。
容扎克位于滨海夏朗德省南部，瑟涅河畔，是一个区域性的中心城市，多条公路在此交汇。
容扎克是法国唯一一个以“J”为首字母的副省会城市。

## 地名来源
“容扎克”一名最初以的形式被记载，该名称来源于当地历史上的一名领主，写作“Juventius”或“Jucundus”。

## 历史

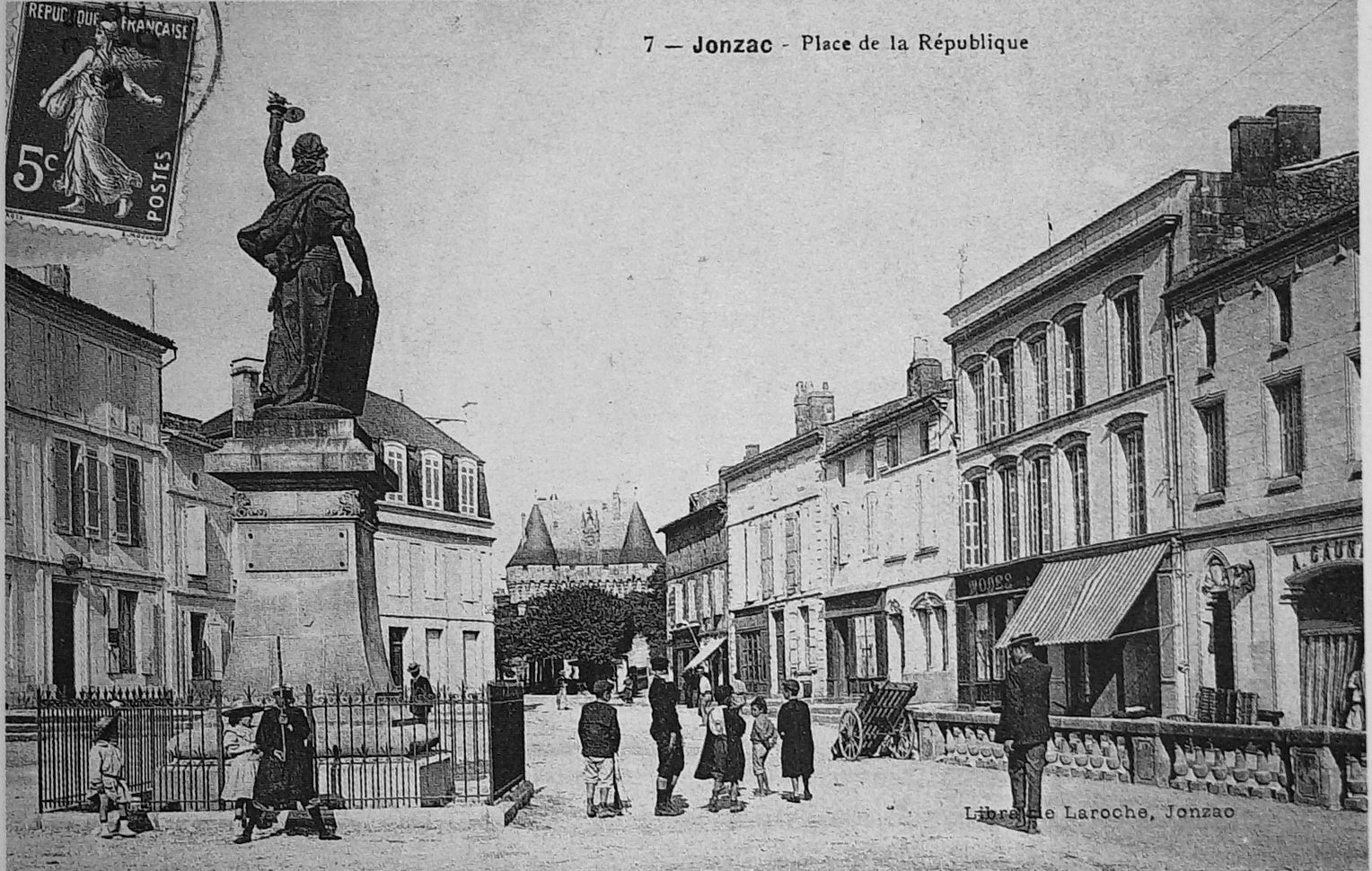
20世纪初的容扎克市区

容扎克境内的“安德列斯街区”曾发现了一处高卢-罗马时期的城镇遗址。而当地可以考证的记录则出现于1073年。根据当地的民间传说，查理曼大帝曾率兵在此与摩尔人抵抗并取得胜利，后查理曼大帝将敌军遗体葬于容扎克附近的蒙巴拉吉耶（Mont Balaguier）。英法百年战争期间，容扎克及所处的桑通日被英格兰军队占领，后于1451年被收复。1505年，容扎克的领主圣莫尔的约翰（Jean de Sainte-Maure）在此修建容扎克城堡作为家族宅邸，其后代又对城堡进行了不断的扩张和装饰。法国大革命后，容扎克成为滨海夏朗德省的一个市镇，并被设为该省的一个地区行署，自1800年起成为该省的一个副省会。工业革命期间，途径容扎克的沙特尔－波尔多铁路建成通车，成为法国大西洋沿岸铁路干线的重要组成部分。二战时期，纳粹德军海军曾在容扎克修建了一处军事仓库，1944年被联军捣毁。1979年，容扎克附近建成了一处温泉疗养中心。

## 地理

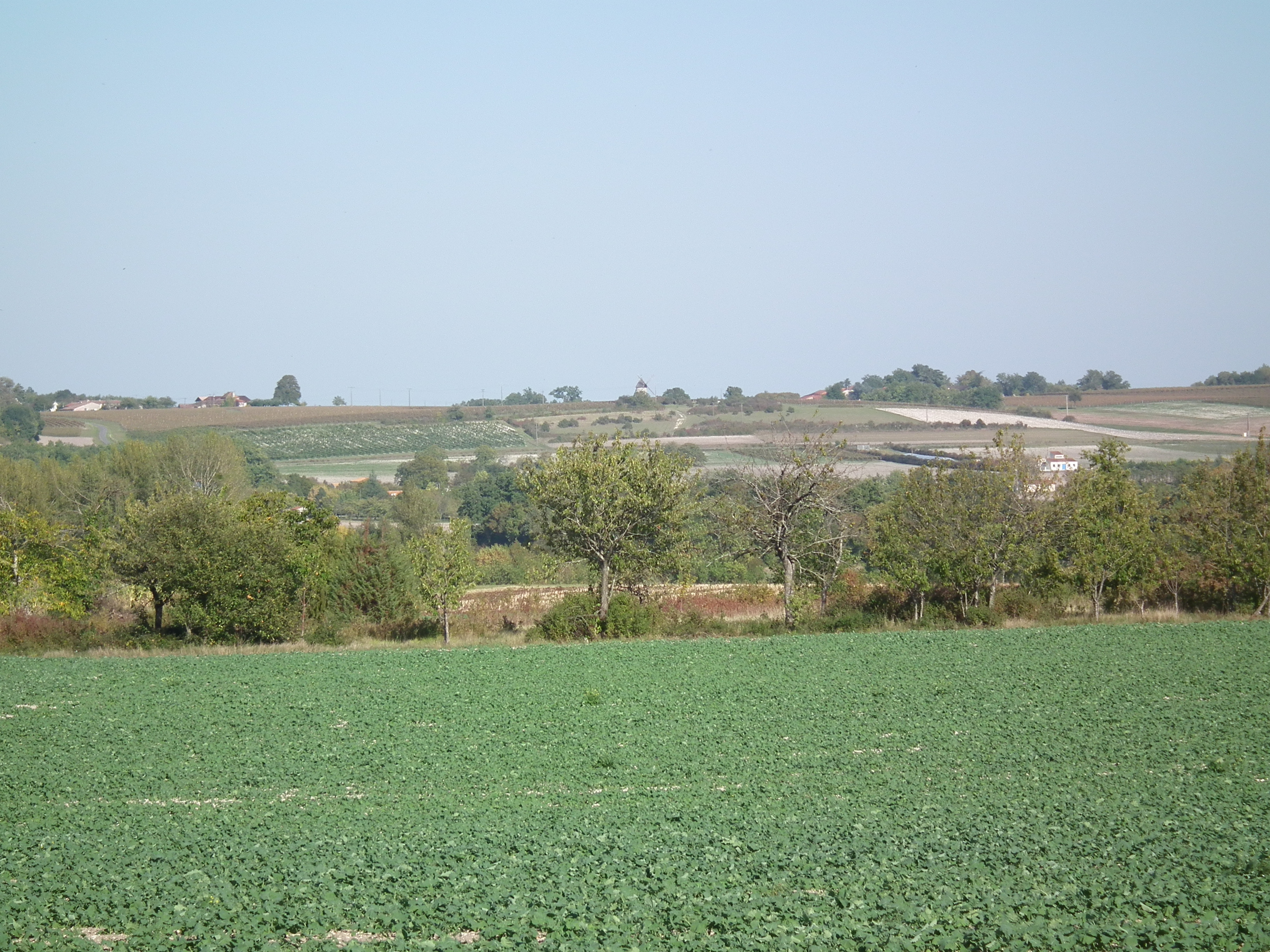
容扎克附近的田野

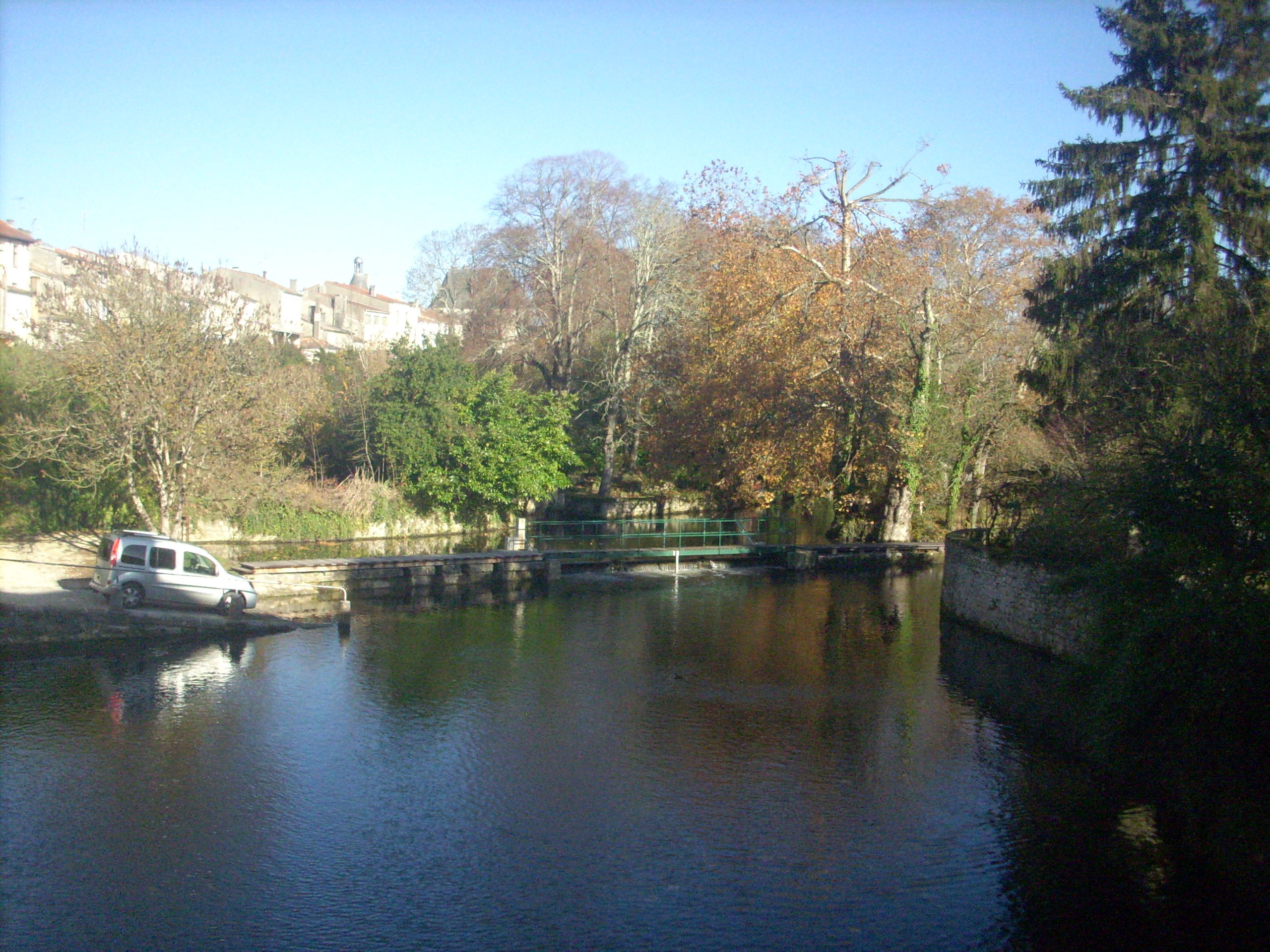
瑟涅河容扎克段

容扎克位于法国西部偏南，新阿基坦大区西部偏北和滨海夏朗德省南部，距离省会拉罗谢尔大约114公里。与容扎克接壤的市镇包括：尚帕尼亚克、奥济亚克、特雷夫勒河畔雷欧、圣日耳曼-德吕西尼昂、圣马夏尔-德维塔泰讷、圣西蒙德博尔德。

### 地形
容扎克位于桑通日地区腹地，境内以平原为主，东部略有起伏，市镇中心地势较为平坦，全境海拔在26到87米之间。

### 水文
瑟涅河自东南向西北流经境内，该河是夏朗德河的支流。

### 植被
容扎克属于温带落叶林区，林地广泛分布于河流两岸。
在鲜花城市的评比中，容扎克被评为3星级鲜花城市。

### 气候
容扎克在柯本气候分类法中属于温带海洋性气候。
距离容扎克最近的气象站位于圣日耳曼德吕西尼昂境内，以下为该气象站的数据（其中日照数据取自干邑）：
| 圣日耳曼德吕西尼昂1981年－2019年 | 圣日耳曼德吕西尼昂1981年－2019年 | 圣日耳曼德吕西尼昂1981年－2019年 | 圣日耳曼德吕西尼昂1981年－2019年 | 圣日耳曼德吕西尼昂1981年－2019年 | 圣日耳曼德吕西尼昂1981年－2019年 | 圣日耳曼德吕西尼昂1981年－2019年 | 圣日耳曼德吕西尼昂1981年－2019年 | 圣日耳曼德吕西尼昂1981年－2019年 | 圣日耳曼德吕西尼昂1981年－2019年 | 圣日耳曼德吕西尼昂1981年－2019年 | 圣日耳曼德吕西尼昂1981年－2019年 | 圣日耳曼德吕西尼昂1981年－2019年 | 圣日耳曼德吕西尼昂1981年－2019年 |
| 月份                             | 1月                              | 2月                              | 3月                              | 4月                              | 5月                              | 6月                              | 7月                              | 8月                              | 9月                              | 10月                             | 11月                             | 12月                             | 全年                             |
| -------------------------------- | -------------------------------- | -------------------------------- | -------------------------------- | -------------------------------- | -------------------------------- | -------------------------------- | -------------------------------- | -------------------------------- | -------------------------------- | -------------------------------- | -------------------------------- | -------------------------------- | -------------------------------- |
| 历史最高温 °C（°F）              | 18.3 (64.9)                      | 22.7 (72.9)                      | 26 (79)                          | 30.6 (87.1)                      | 33.8 (92.8)                      | 37.4 (99.3)                      | 37.8 (100.0)                     | 39.9 (103.8)                     | 35.9 (96.6)                      | 30.9 (87.6)                      | 24.7 (76.5)                      | 19.4 (66.9)                      | 39.9 (103.8)                     |
| 平均高温 °C（°F）                | 9 (48)                           | 10.8 (51.4)                      | 14.6 (58.3)                      | 16.9 (62.4)                      | 21.8 (71.2)                      | 24.6 (76.3)                      | 26.4 (79.5)                      | 26.9 (80.4)                      | 23.4 (74.1)                      | 18.7 (65.7)                      | 12.5 (54.5)                      | 9.4 (48.9)                       | 17.9 (64.2)                      |
| 日均气温 °C（°F）                | 5.9 (42.6)                       | 6.9 (44.4)                       | 9.8 (49.6)                       | 11.8 (53.2)                      | 16.2 (61.2)                      | 18.9 (66.0)                      | 20.6 (69.1)                      | 20.7 (69.3)                      | 17.5 (63.5)                      | 14.2 (57.6)                      | 9 (48)                           | 6.3 (43.3)                       | 13.2 (55.8)                      |
| 平均低温 °C（°F）                | 2.8 (37.0)                       | 3 (37)                           | 5.1 (41.2)                       | 6.7 (44.1)                       | 10.5 (50.9)                      | 13.2 (55.8)                      | 14.8 (58.6)                      | 14.5 (58.1)                      | 11.7 (53.1)                      | 9.7 (49.5)                       | 5.5 (41.9)                       | 3.2 (37.8)                       | 8.4 (47.1)                       |
| 历史最低温 °C（°F）              | −14 (7)                          | −12 (10)                         | −9.5 (14.9)                      | −3 (27)                          | 1 (34)                           | 4.7 (40.5)                       | 7.9 (46.2)                       | 6 (43)                           | 3.5 (38.3)                       | −4 (25)                          | −7.5 (18.5)                      | −9.5 (14.9)                      | −14 (7)                          |
| 平均降水量 mm（）                | 89.7 (3.53)                      | 65.4 (2.57)                      | 67 (2.6)                         | 78.2 (3.08)                      | 75.7 (2.98)                      | 63 (2.5)                         | 56.6 (2.23)                      | 56.7 (2.23)                      | 69 (2.7)                         | 98.5 (3.88)                      | 103.4 (4.07)                     | 108.3 (4.26)                     | 931.5 (36.67)                    |
| 月均日照時數                     | 83                               | 111.9                            | 162.4                            | 180.5                            | 215.9                            | 238.4                            | 249.9                            | 244.8                            | 199.2                            | 137.3                            | 91.2                             | 81.4                             | 1,995.9                          |
| 来源：infoclimat.fr              |                                  |                                  |                                  |                                  |                                  |                                  |                                  |                                  |                                  |                                  |                                  |                                  |                                  |

## 行政区划

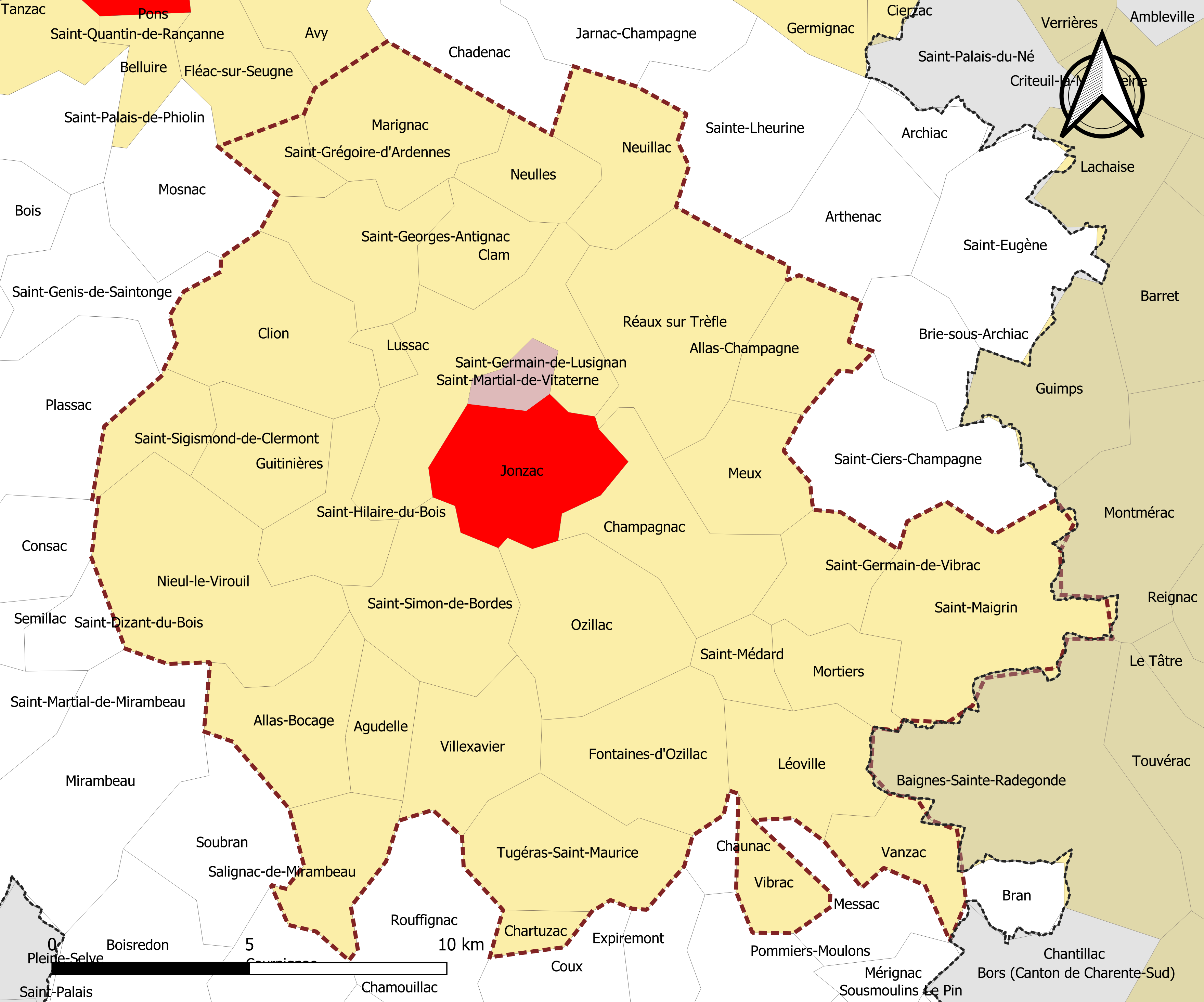
容扎克城市辐射区范围

容扎克是法国新阿基坦大区滨海夏朗德省的一个市镇，编号为17197，它也是滨海夏朗德省的一个副省会。容扎克下辖容扎克区，隶属于滨海夏朗德省第四选区，管理容扎克县，同时也是上桑通日市镇公共社区的办公驻地。
法国国家统计与经济研究所（简称）在进行数据统计时，将容扎克及相邻的另外2个市镇设为容扎克城市核心区，并将包括核心区在内的周边共5个市镇划为容扎克城市区。自2020年起，容扎克城市区被包含35个市镇的容扎克城市辐射区代替。此外，还将容扎克市镇整体设为一个“块区”（IRIS）。

## 交通

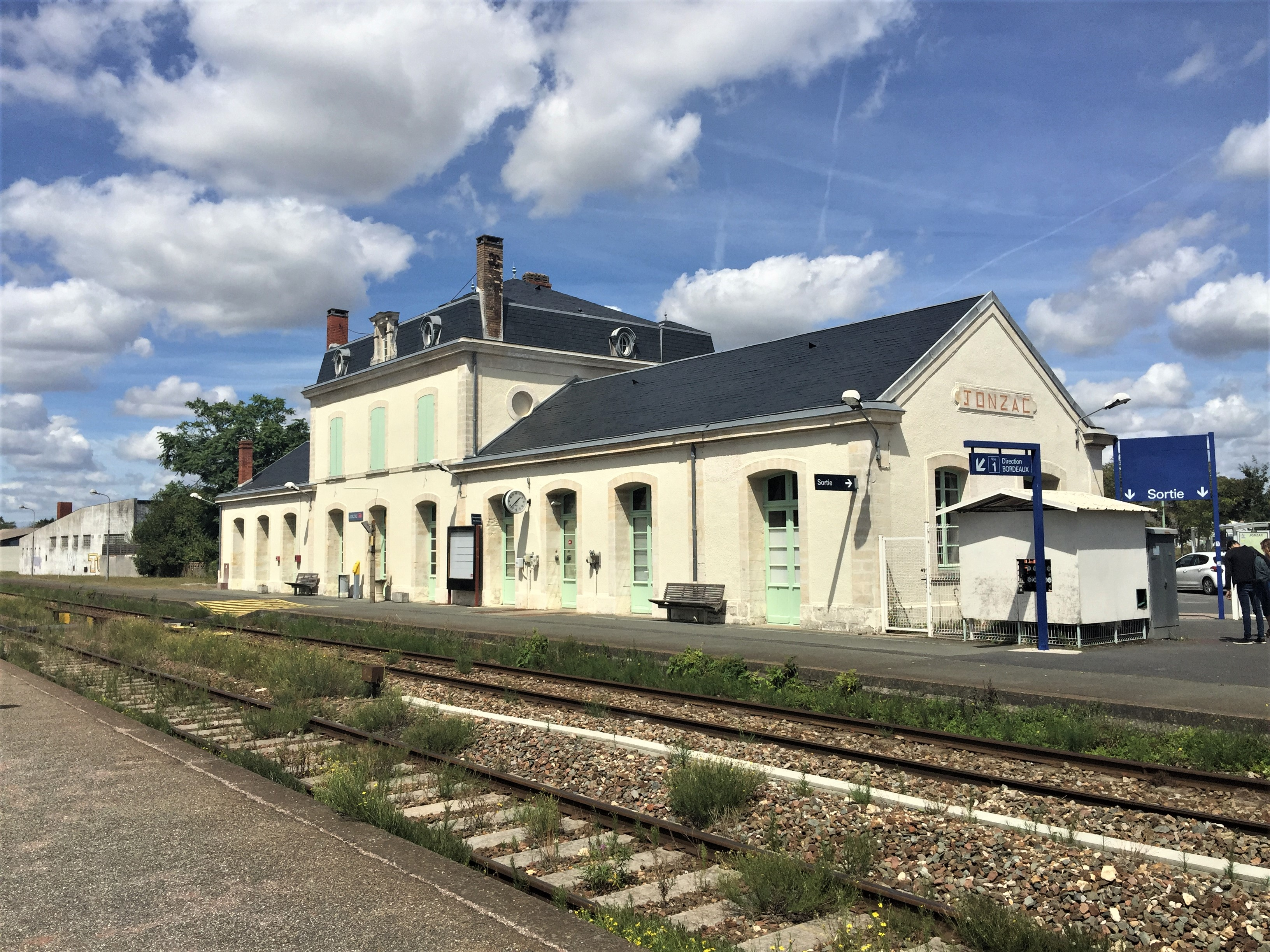
容扎克火车站

### 公路
多条滨海夏朗德省省道在容扎克境内交汇，新阿基坦大区下属的城际客运提供巴士线路，可前往蓬镇、昂古莱姆及巴伯济约-圣伊莱尔。
2017年，49%的容扎克家庭拥有至少一辆的私人汽车。2019年，容扎克境内共发生各类交通事故1起，造成1人受伤。

### 铁路
容扎克位于沙特尔－波尔多铁路上，该铁路容扎克附近的路段是法国大西洋沿岸铁路通道的组成部分。容扎克站位于市区南部，停靠往返于南特和波尔多之间的城际列车，以及多趟前往波尔多的区域列车。

### 航空
容扎克附近建有容扎克-讷勒飞行场，由容扎克市政府直接负责管理，供当地的航空俱乐部以及商务、救援等使用。
距离容扎克最近的民用航空站为波尔多-梅里尼亚克机场，距离容扎克市中心的公路里程约95公里。

### 城市公共交通
容扎克暂无城市公共交通系统。

## 政治

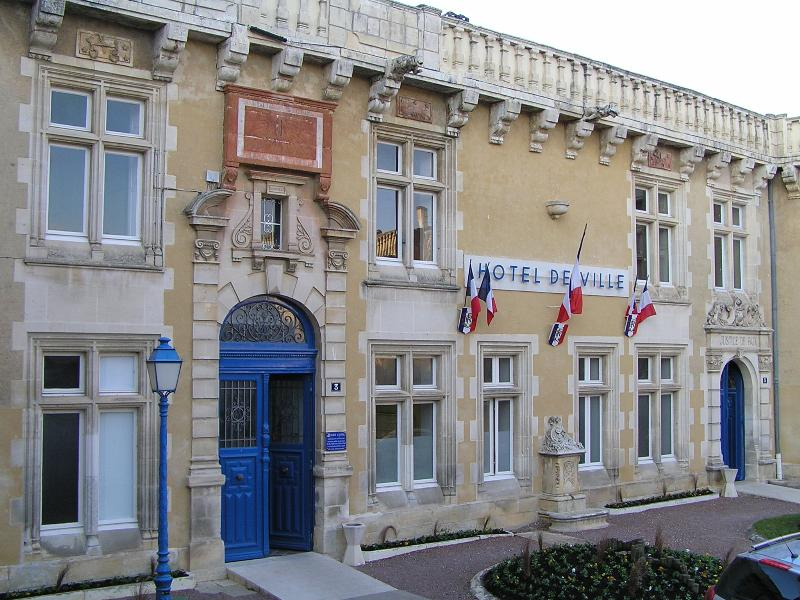
容扎克市政厅

容扎克的现任市长为克里斯托夫·卡布里先生（Christophe Cabri），他是一名右翼无党派人士，在2020年的市政选举中获得了100%的支持率（没有其他候选人）。
在2017年的法国总统大选中，法国第25任总统埃马纽埃尔·马克龙在容扎克获得了71.87%的支持率。
| 容扎克历届市长 |                                       |                           |
| 任期           | 市长                                  | 党派                      |
| 1977年－2001年 | Claude Belot 克洛德·贝洛              | UMP人民运动联盟           |
| 2001年－2008年 | Jean-Claude Texier 让-克洛德·泰克西耶 | 無黨籍                    |
| 2008年－2020年 | Claude Belot 克洛德·贝洛              | UMP人民运动联盟 →LR共和黨 |
| 2020年－       | Christophe Cabri 克里斯托夫·卡布里    | DVD右翼无党派人士         |

## 人口
2018年，容扎克市镇人口数量为3,457，在法国排名第3,191位。其中男性1,561人，女性1,871人，75岁及以上人口占15.7%，外籍人口数量为873人，人口密度为264人/平方公里，当地居民被称为（男性）或（女性）。2019年，容扎克境内出生24人，死亡人口56人。
| 年份   | 1936  | 1946  | 1954  | 1962  | 1968  | 1975  | 1982  | 1990  | 1999  | 2006  | 2007  | 2012  | 2017  |
| ------ | ----- | ----- | ----- | ----- | ----- | ----- | ----- | ----- | ----- | ----- | ----- | ----- | ----- |
| 人口數 | 3,250 | 3,771 | 3,575 | 4,020 | 4,022 | 4,306 | 4,494 | 3,998 | 3,817 | 3,554 | 3,511 | 3,502 | 3,457 |

## 经济
容扎克是一个区域性的中心城市，当地共有各类用人单位854家，平均历史为17年，其中98.66%为中小型企业（PME）。 （零售）、（木制品包装）及（博彩）是当地2019年营业额最高的三个企业，分别为26,698,906欧元、22,006,220欧元和4,608,094欧元。

## 财政收入
2019年，容扎克的财政收入总额为7,012,590欧元，财政支出总额为5,938,800欧元，当年的债务总额为2,019,160欧元。2020年，容扎克共获得722,948欧元的国家财政补助，比上一年减少了0.06%。
2017年，容扎克的人均月收入总额为1,831欧元，其中高级职员为3,510欧元，低于法国平均水平（4,214欧元）；中级职员为2,084欧元，低于法国平均水平（2,353欧元）；普通职员为1,622欧元，亦低于法国平均水平（1,690欧元）。
2017年，容扎克境内的青壮年（15至64岁）失业率为19.6%，当地42.3%的家庭拥有纳税资格，平均纳税2,754欧元，低于法国平均水平（3,888欧元）。

## 社会事务

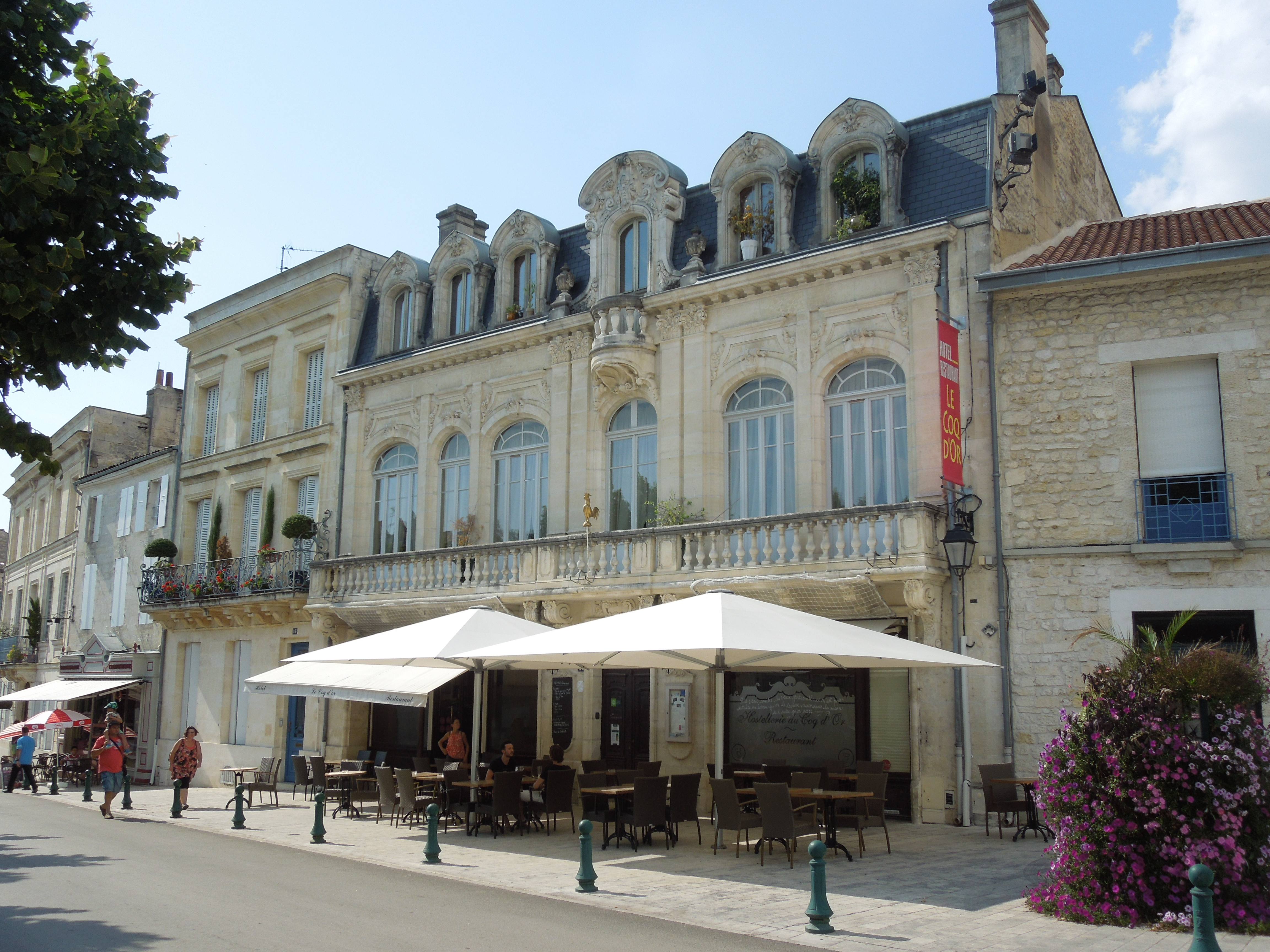
金鸡餐厅

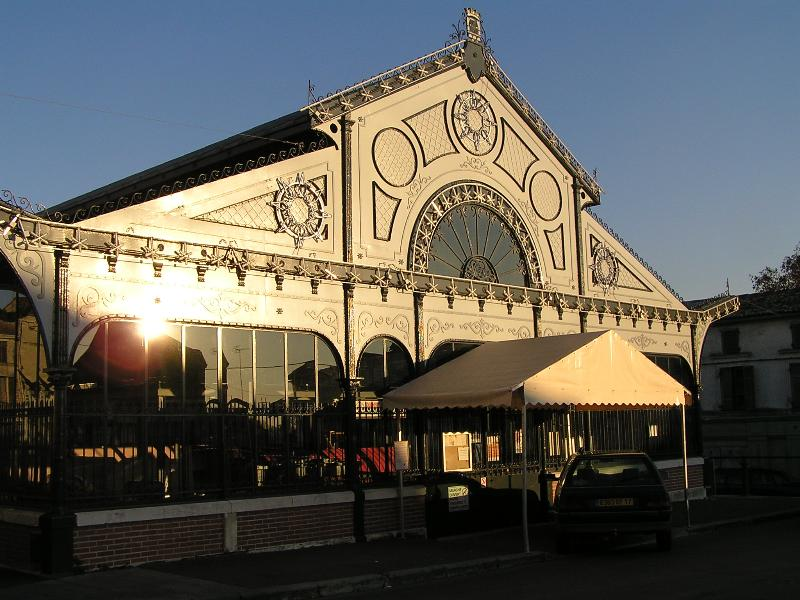
集市大堂

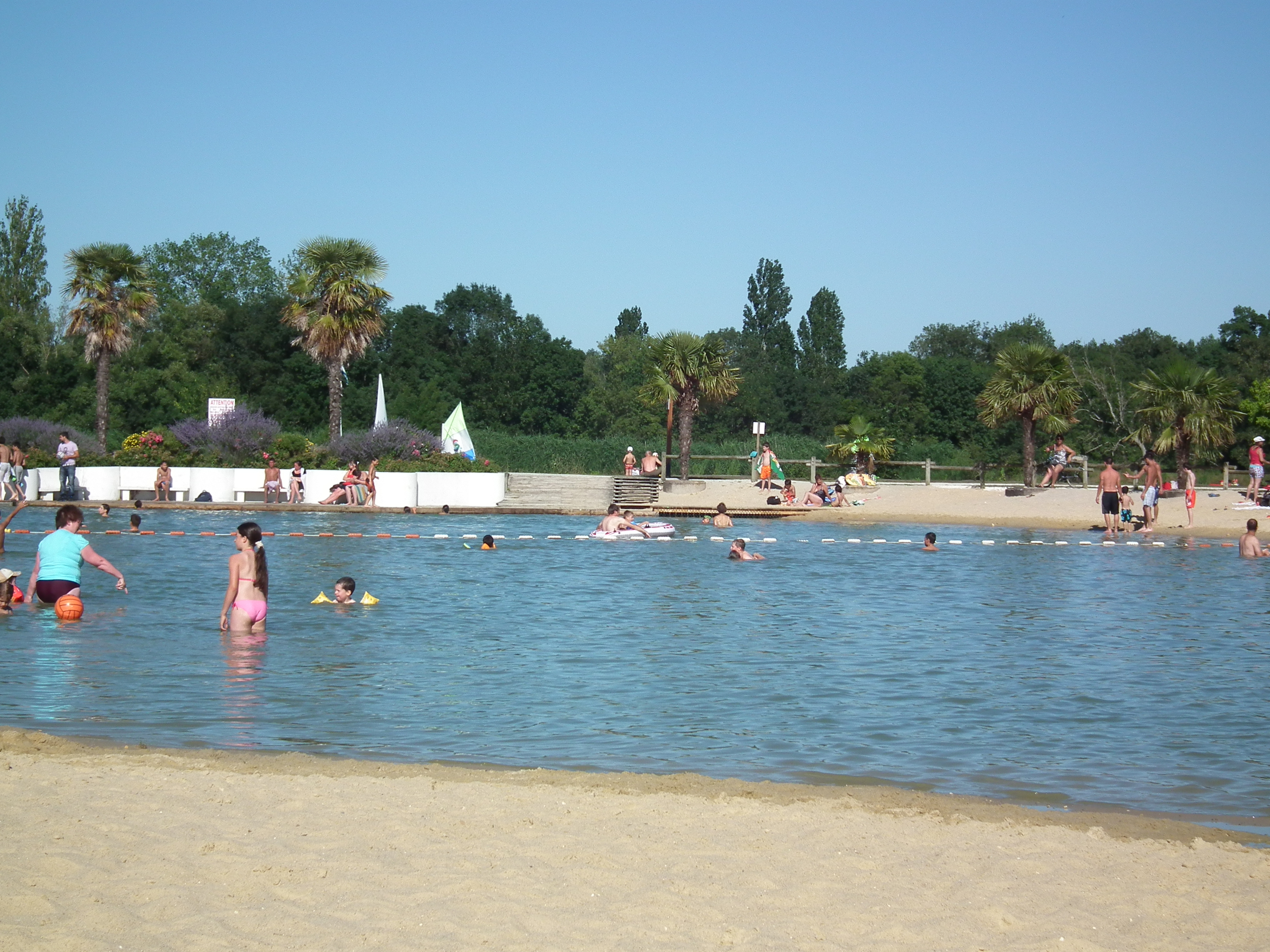
水上乐园

### 教育
容扎克属于普瓦捷学区。截止2019年1月1日，容扎克境内共有2所幼儿园、1所小学、1所初级中学、1所普通高中和1所农业高中。2018至2019学年度，容扎克境内共有在校中等教育阶段学生1,397名。

### 医疗
截止2019年1月1日，容扎克境内共有全科医生18名、保健师9名、牙医4名、护士7名和助产士1名。境内共有药房4家、养老院2家、残疾人帮扶中心2家。
容扎克中心医院（Centre Hospitalier de Jonzac）是法国的一个区域性医疗机构，其主病区位于容扎克市区，设有床位149个，是当地规模最大的公立综合性医院。

### 住房
2017年，容扎克境内共有各类住房2,935套，其中56.1%为独立式居民区，43.5%为集中式居民区。常住房屋占容扎克市镇范围内居民建筑总量的63.1%。
在住房保障政策方面，2017年，容扎克境内共有624户家庭获得了住房经济补助，受益人数占总人口数量的18.2%，其中611份为房租补助。

### 商业
2019年，容扎克境内共有各类实体商铺183家，其中餐厅28家、大型超市6家、杂货店2家、面包房5家、肉铺4家、书店4家、装饰品店2家、银行门店8家、美容美发店11家、汽车维修店10家。市区西南部建有一处Intermarché超市，市区北部则有E.Leclerc购物中心。

### 体育
2019年，容扎克境内共有1家游泳池、4间体育馆、1座综合体育场、6处网球场、2处马术场、2处足球或橄榄球场以及4处篮球或排球场。
容扎克-圣日耳曼足球俱乐部（F.C. Jonzac Saint-Germain）是当地的一支足球队，2020至2021赛季参加新阿基坦大区足球联赛。

### 环境
容扎克的环境事务由其所属的公共社区负责。2019年，容扎克境内暂无污染企业。

### 治安
2019年，容扎克市镇范围内有1处宪兵队。
2014年，容扎克及附近地区共发生各类案件1,935起，其中盗窃类案件1,260起，经济类案件230起，毒品交易类案件30起。

## 文化
2019年，容扎克境内有1家电影院。容扎克市政府提供多媒体中心，向公众全年开放。

### 建筑
容扎克境内有多处历史建筑，其中容扎克城堡自1913年起被列入法国国家文物保护单位，容扎克圣热尔韦-圣普罗泰教堂则是当地的代表性建筑物。

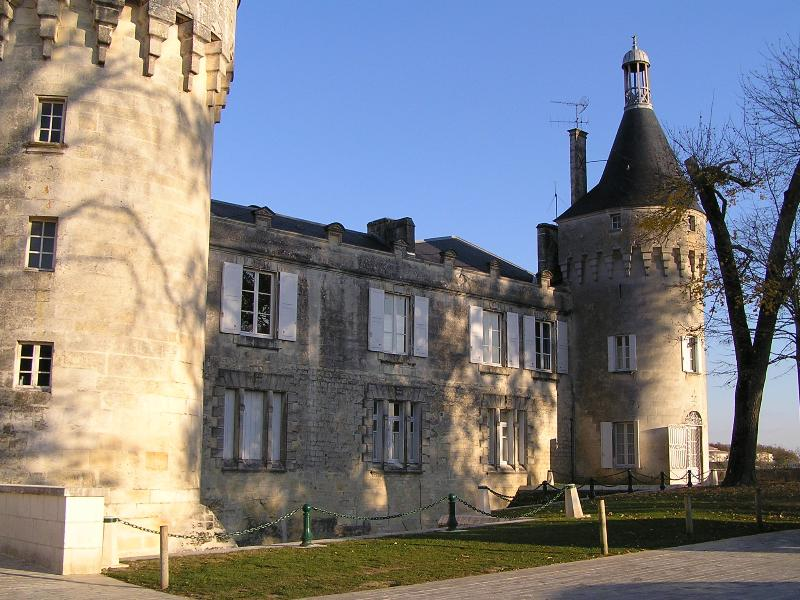
容扎克城堡（法语：Château de Jonzac）
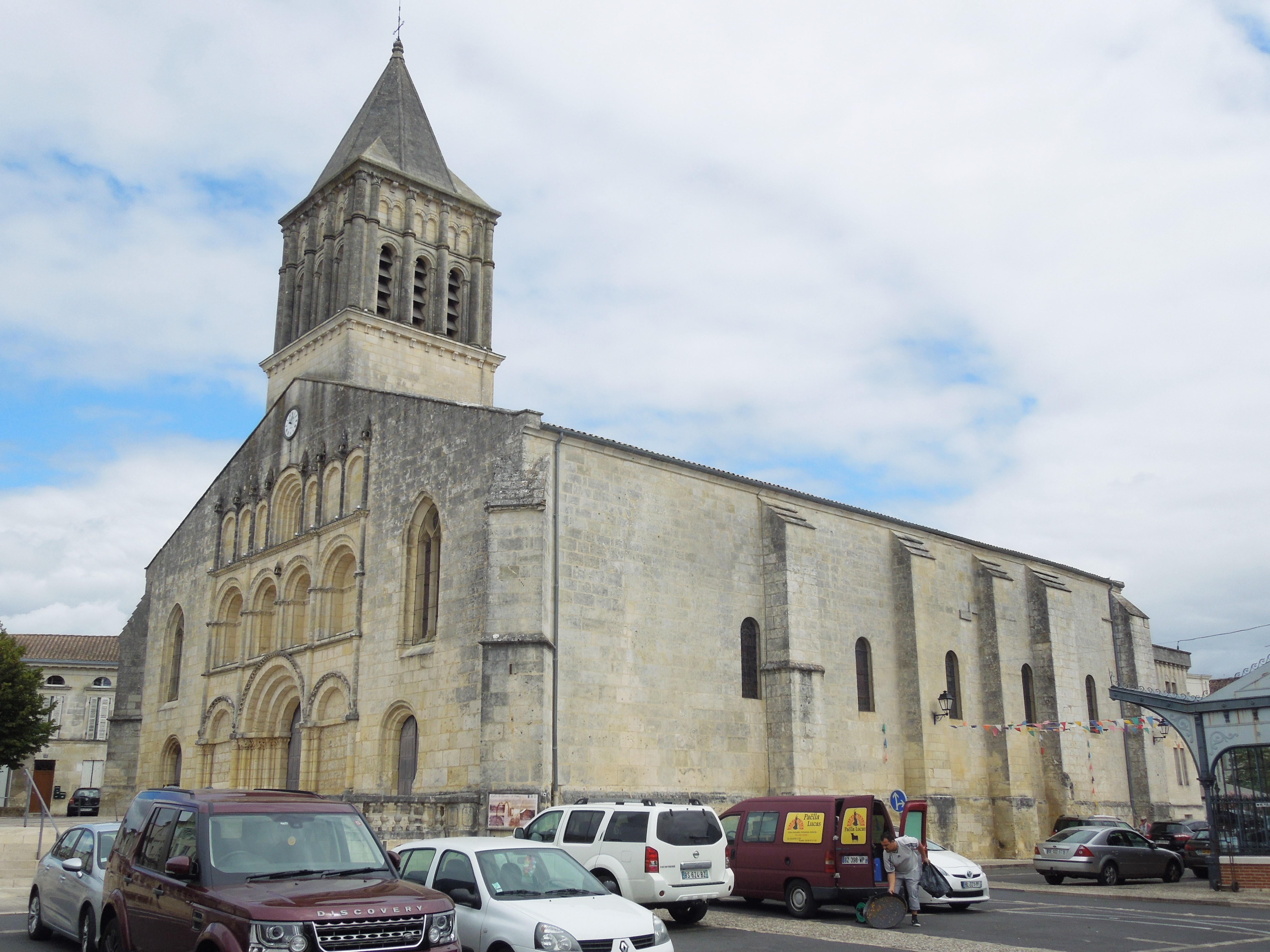
圣热尔韦-圣普罗泰教堂（法语：Église Saint-Gervais-Saint-Protais de Jonzac）
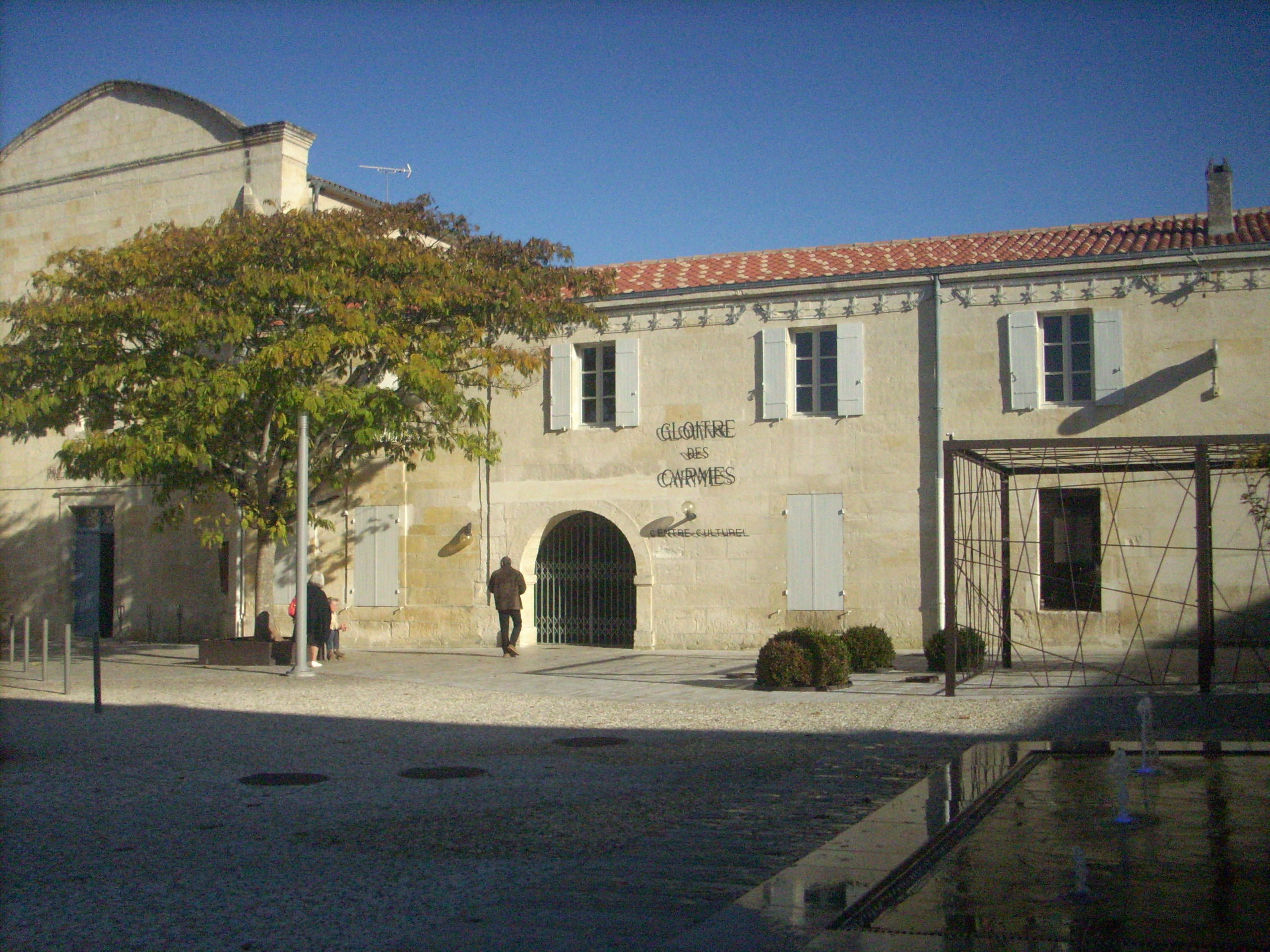
加尔默罗会堂
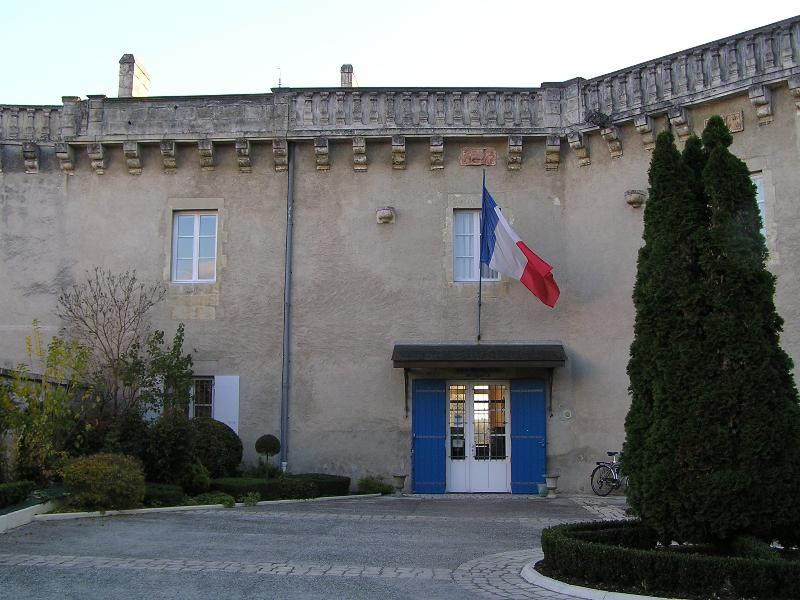
副省政府
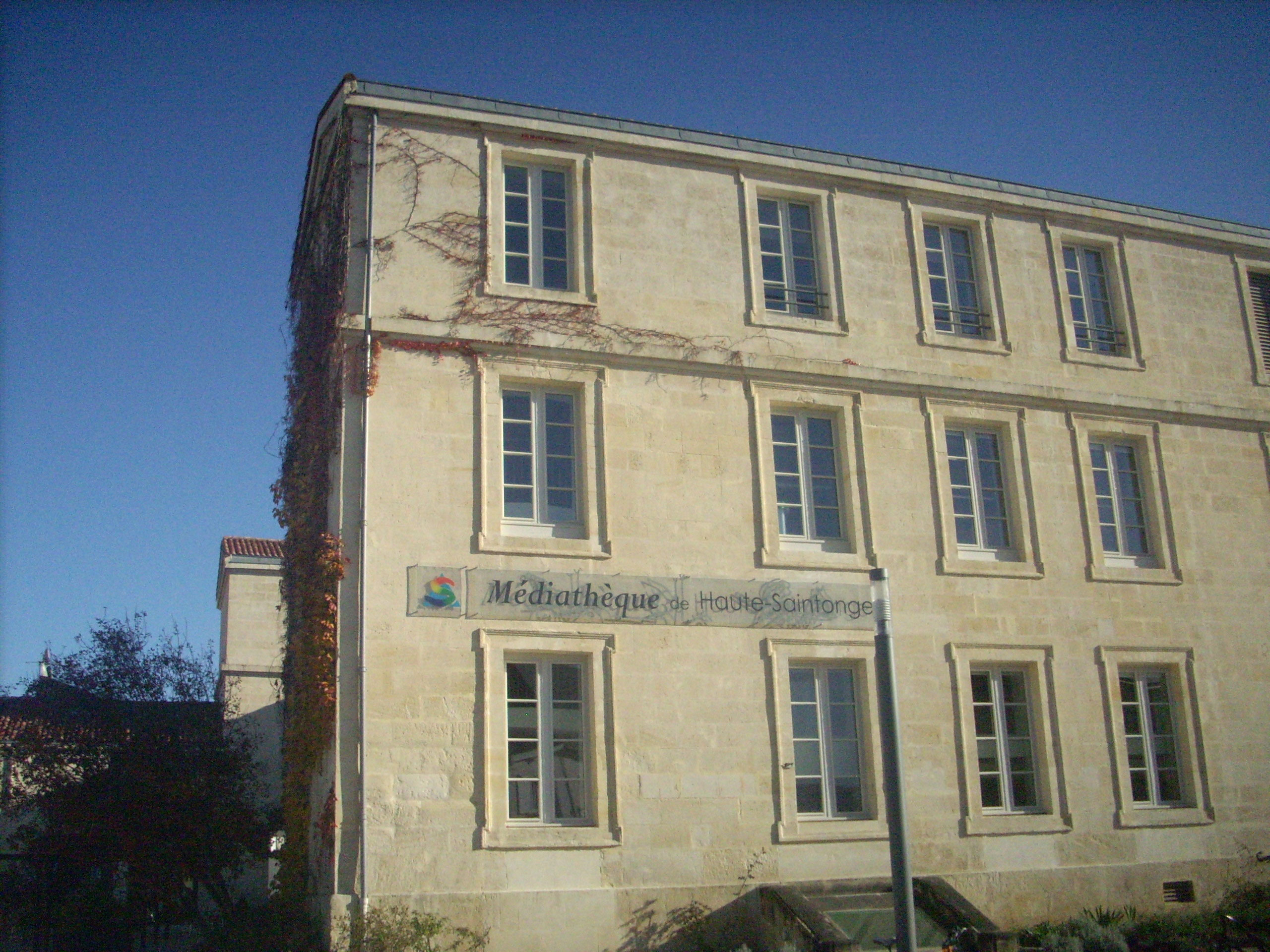
多媒体中心
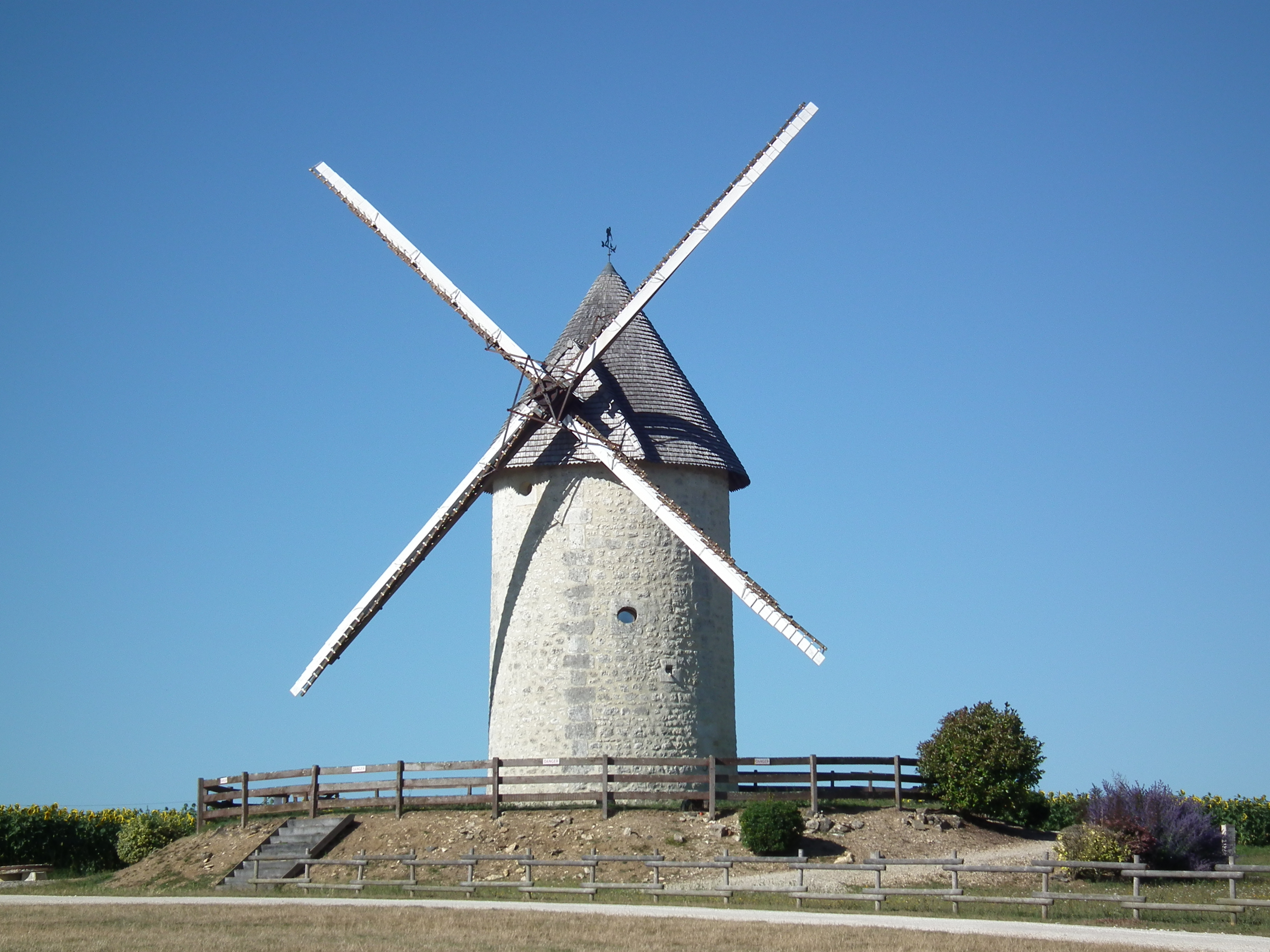
容扎克附近的一处磨坊
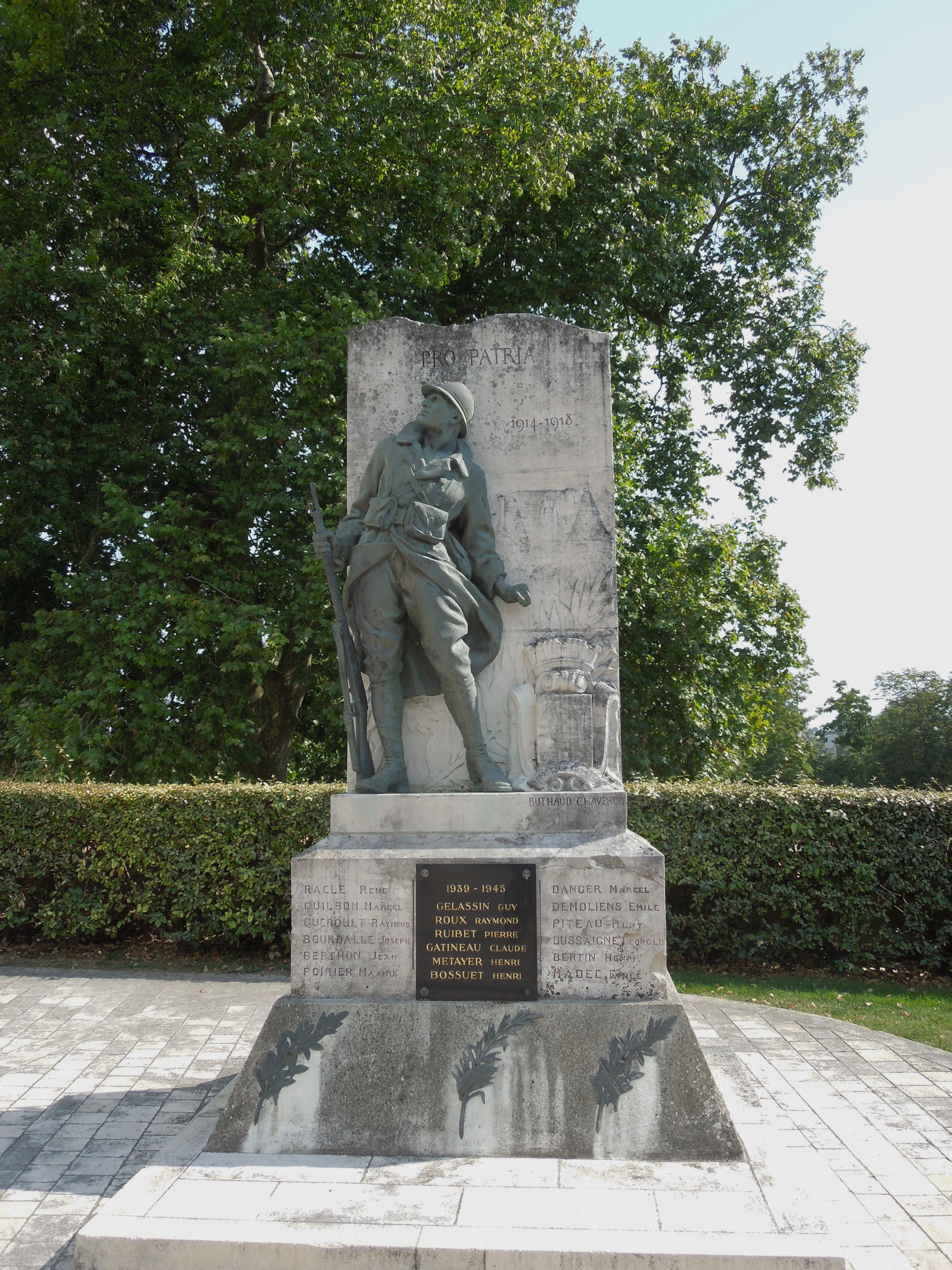
二战烈士纪念碑

### 旅游
容扎克的旅游事务由其所属的公共社区负责。2020年，容扎克境内共有5家宾馆共计76间房间；另有1个露营地，可容纳共35辆露营车。

### 媒体
法国主要的媒体均可在容扎克接收，法国电视三台下属的新阿基坦大区频道在部分时段播出容扎克所属区域的地方新闻。

## 相关人物
法国植物学家马里尤斯·沙德福、建筑师让·格莱尼松、足球运动员达维德·马罗和马利克·库蒂里耶出生于容扎克。

## 友好城市
截至2021年4月，容扎克共暂未建立任何友好城市关系。